# 拉力赛

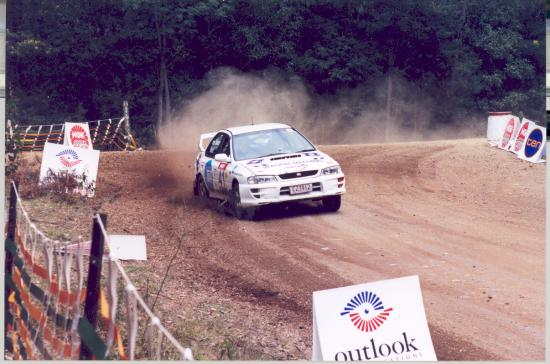
一部Subaru Impreza WRX在正在比賽。

拉力赛（英式英语：Rallying，美式英语：Rally Racing），是在公共或者私人道路上，使用改装过的或者是特制的汽车进行的比赛。和其他赛车不同之处在于，拉力赛不是在赛道上进行，而是在点到点之间的赛段上比赛。在这个赛段上，参赛者和他的領航員在一些地點之间的路段上驾驶，並且在一个或者几个起点上，按照规定時間出发。

## 形式
有两种主要形式：赛段拉力赛和道路拉力赛。1960年代起，赛段拉力赛成为一种专业的的运动形式。这种比赛透过速度来决定胜负。比赛使用的路面非常多样，从砂石山路到林间道路，从冰雪道路到沙漠道路，这些道路类型对参赛队员提供了很大的挑战，并且也是对参赛车辆性能和可靠性的考验。
赛段的娱乐性和不可预见性以及车辆在某些情况下接近其他道路车辆可以极大地吸引观众的兴趣，尤其是在欧洲、亚洲和大洋洲。
“道路拉力赛”是这种比赛的原始形式，通常在道路复杂的普通的高速公路上举行。这类长途比赛并不是一味地强调速度，而是准确的时间控制、导航和车辆的可靠性。现在这类比赛通常是业余赛事，被叫做常规赛或者时间·速度·距离赛（Time-Speed-Distance Rally, TSD Rally)。
許多早期的拉力賽稱為「技術機車賽車」，而且目前仍有一些以這個名詞著稱，雖然這種的競賽特別是以摩托車的形式比賽攀爬陡峭或濕滑的山坡技巧為主。有許多的競賽或是愛車人士也稱他們的車子是「拉力車」，即便他們只是參與了到達目的地的一部分（大部分都在拖車上）